# Acmopolynema uma
Acmopolynema uma är en stekelart som beskrevs av Schauff 1981. Acmopolynema uma ingår i släktet Acmopolynema och familjen dvärgsteklar. Inga underarter finns listade i Catalogue of Life.